# ニッサン駅
ニッサン駅（フランス語: Gare de Nissan）はかつてフランスのエロー県ニッサン＝レ＝アンサリューヌにあった、フランス国鉄（SNCF）の鉄道駅。

## 歴史
1857年4月22日にミディ鉄道のトゥールーズ-ベジエ間の途中駅として開業。後にSNCFの駅となる。
2015年8月5日に路線リニューアル工事のため、TERラングドック＝ルシヨンの停車取りやめと同時に廃止。

## 利用状況
駅廃止前の2014年には年間2019年に1,116人の利用客がいた。